# Sénaillac-Latronquière
Sénaillac-Latronquière is een gemeente in het Franse departement Lot (regio Occitanie) en telt 153 inwoners (2005). De plaats maakt deel uit van het arrondissement Figeac.

## Geografie
De oppervlakte van Sénaillac-Latronquière bedraagt 11,3 km², de bevolkingsdichtheid is 13,5 inwoners per km².
De onderstaande kaart toont de ligging van Sénaillac-Latronquière met de belangrijkste infrastructuur en aangrenzende gemeenten.

## Demografie
Onderstaande figuur toont het verloop van het inwonertal (bron: INSEE-tellingen).

## Hovercraft Racing
In Sénaillac-Latronquière, op het Lac du Tolerme, worden hovercraftraces  gehouden. In augustus 2006 vond het Wereldkampioenschap Hovercraft Racing er plaats.